# Mancioux
Mancioux est une commune française située dans l'ouest du département de la Haute-Garonne, en région Occitanie.
Sur le plan historique et culturel, la commune est dans le pays de Comminges, correspondant à l’ancien comté de Comminges, circonscription de la province de Gascogne située sur les départements actuels du Gers, de la Haute-Garonne, des Hautes-Pyrénées et de l'Ariège. Exposée à un climat océanique altéré, elle est drainée par la Garonne, le canal de Saint-Martory, la Noue et par divers autres petits cours d'eau. La commune possède un patrimoine naturel remarquable : un site Natura 2000 (« Garonne, Ariège, Hers, Salat, Pique et Neste »), un espace protégé (« la Garonne, l'Ariège, l'Hers Vif et le Salat ») et quatre zones naturelles d'intérêt écologique, faunistique et floristique.
Mancioux est une commune rurale qui compte 379 habitants en 2022, après avoir connu une forte hausse de la population depuis 1975. Elle appartient à l'unité urbaine de Boussens et fait partie de l'aire d'attraction de Toulouse. Ses habitants sont appelés les Manciousains ou  Manciousaines.

## Géographie

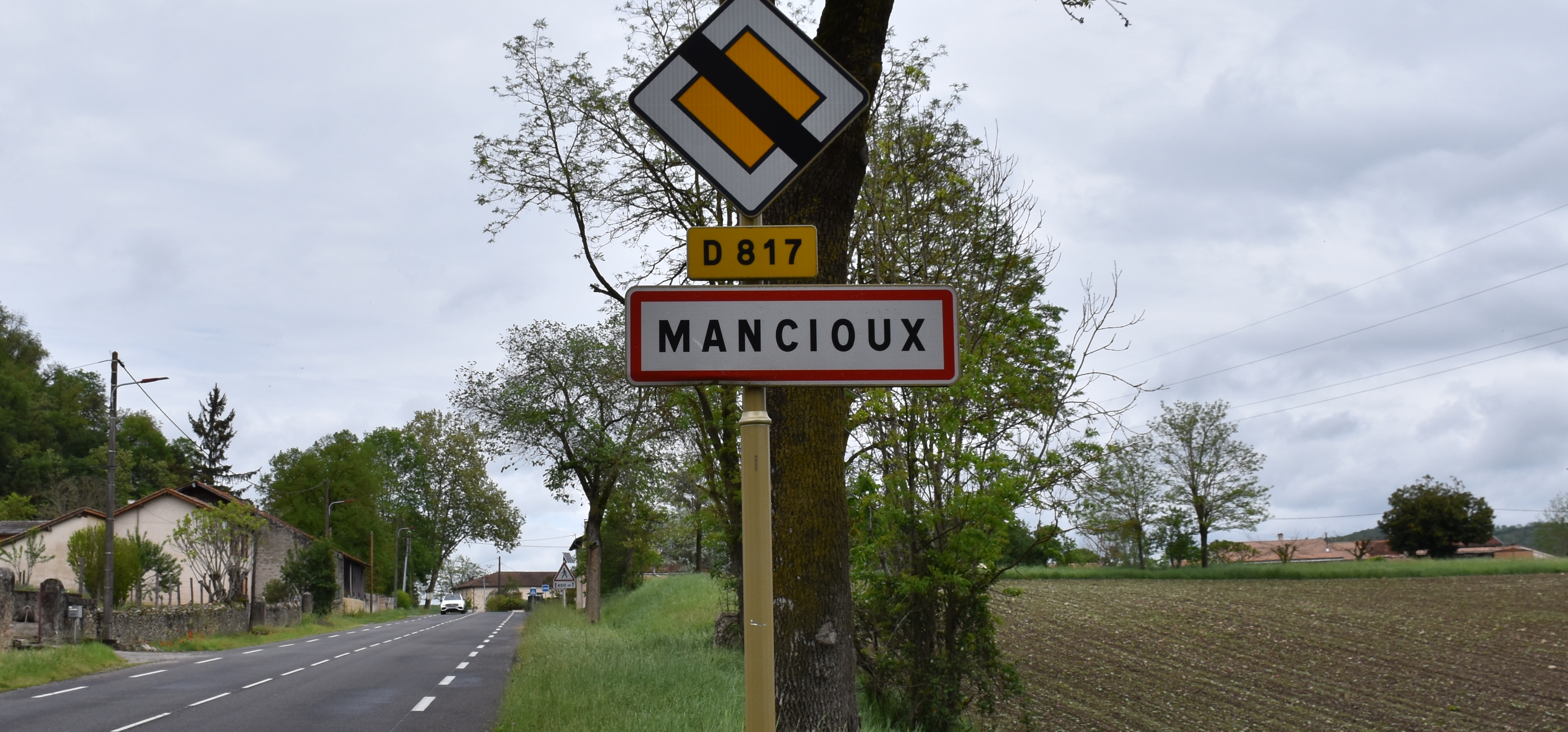
Une entrée de la commune

### Localisation
- 1Carte dynamique
- 2Carte OpenStreetMap
- 3Carte topographique
- 4Carte avec les communes environnantes

La commune de Mancioux se trouve dans le département de la Haute-Garonne, en région Occitanie.
Elle se situe à 64 km à vol d'oiseau de Toulouse, préfecture du département, à 19 km de Saint-Gaudens, sous-préfecture, et à 50 km de Bagnères-de-Luchon, bureau centralisateur du canton de Bagnères-de-Luchon dont dépend la commune depuis 2015 pour les élections départementales.
La commune fait en outre partie du bassin de vie de Martres-Tolosane.
Les communes les plus proches sont : 
Roquefort-sur-Garonne (2,0 km), Saint-Martory (2,4 km), Boussens (2,7 km), Mazères-sur-Salat (3,3 km), Le Fréchet (3,5 km), Laffite-Toupière (3,8 km), Arnaud-Guilhem (4,7 km), Cassagne (4,9 km).
Sur le plan historique et culturel, Mancioux fait partie du pays de Comminges, correspondant à l’ancien comté de Comminges, circonscription de la province de Gascogne située sur les départements actuels du Gers, de la Haute-Garonne, des Hautes-Pyrénées et de l'Ariège.
Mancioux est limitrophe de six autres communes dont Auzas au nord-ouest sur moins de 500 mètres.
Les communes limitrophes sont Le Fréchet, Auzas, Boussens, Laffite-Toupière, Roquefort-sur-Garonne et Saint-Martory.
| Auzas            | Le Fréchet    | Boussens              |
| Laffite-Toupière | Mancioux      |                       |
|                  | Saint-Martory | Roquefort-sur-Garonne |

### Hydrographie
Elle est drainée par la Garonne, le canal de Saint-Martory, la Noue, un bras de la Garonne, le Rioutord et par divers petits cours d'eau, constituant un réseau hydrographique de 11 km de longueur totale,.
La Garonne est un fleuve principalement français prenant sa source en Espagne et qui coule sur 529 km avant de se jeter dans l’océan Atlantique.
Le canal de Saint-Martory, d'une longueur totale de 71,2 km, prend sa source dans la commune de Saint-Martory et s'écoule du sud-ouest vers le nord-est. Il traverse la commune et se jette dans la Garonne à Toulouse, après avoir traversé 19 communes.
La Noue, d'une longueur totale de 44,2 km, prend sa source dans la commune de Franquevielle et s'écoule d'ouest en est. Elle se jette dans la Garonne sur le territoire communal, après avoir traversé 17 communes.

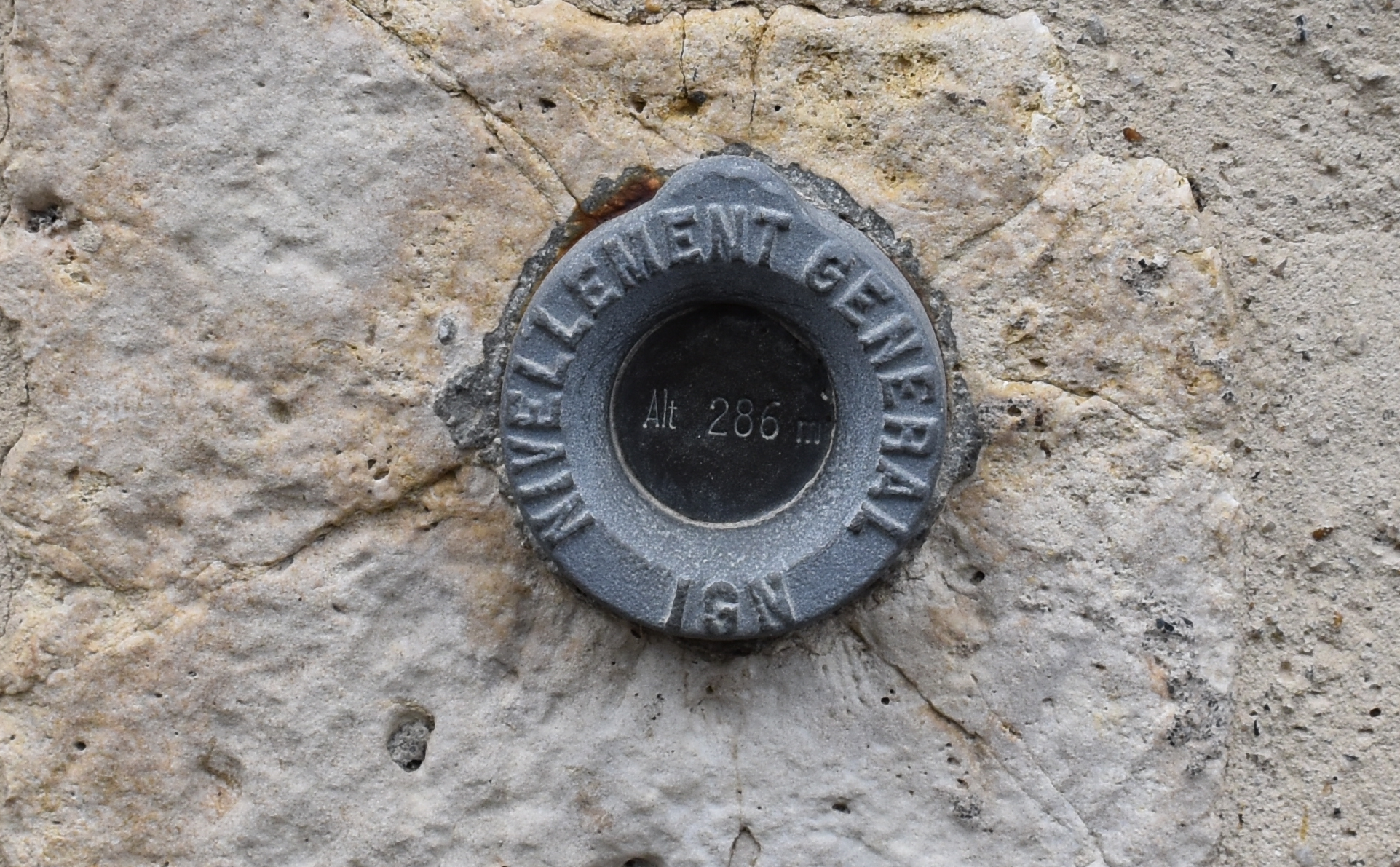
Borne de nivellement sur le mur de l'église - altitude 286 m.
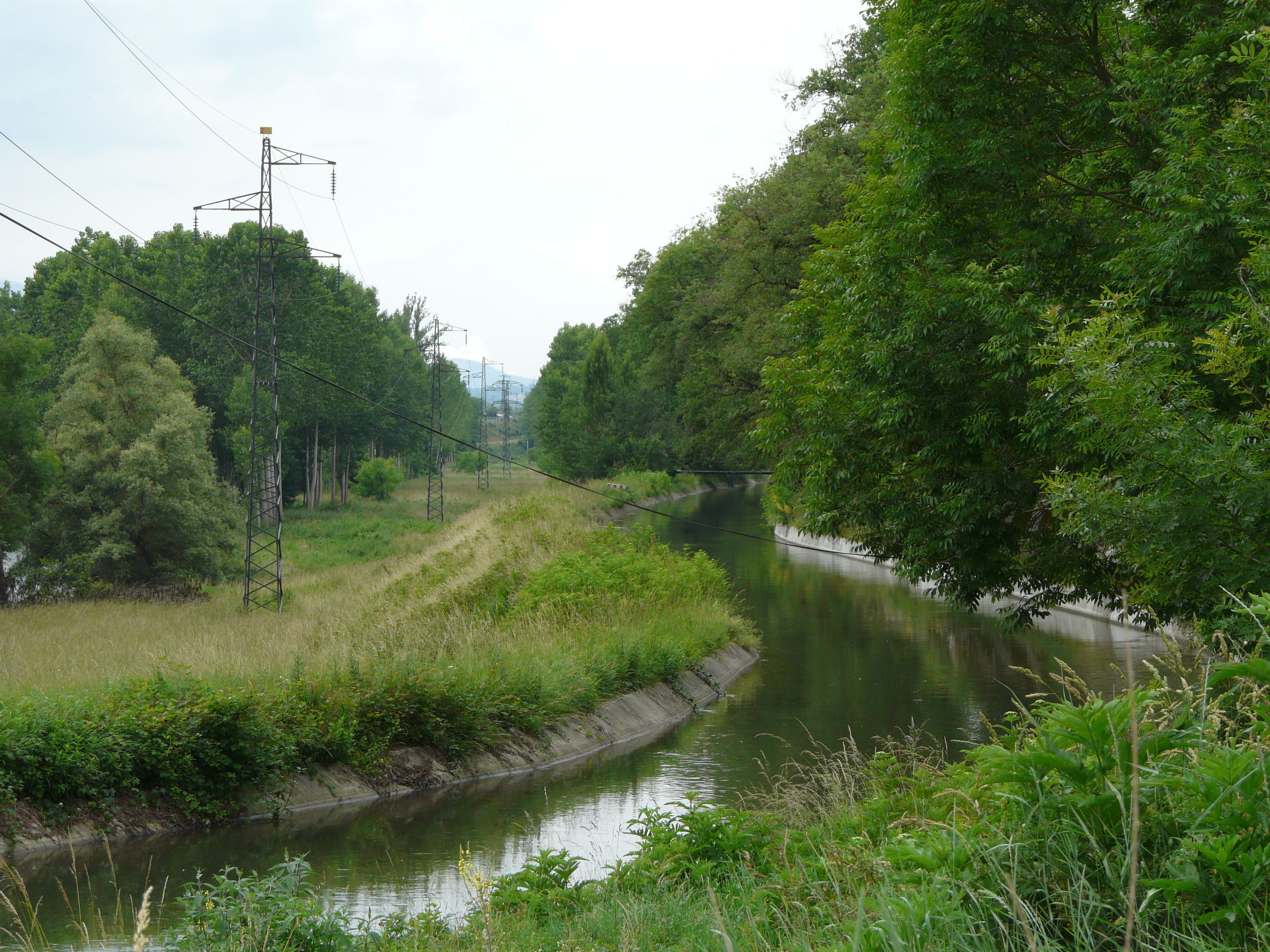
Le canal de Saint-Martory à Mancioux.
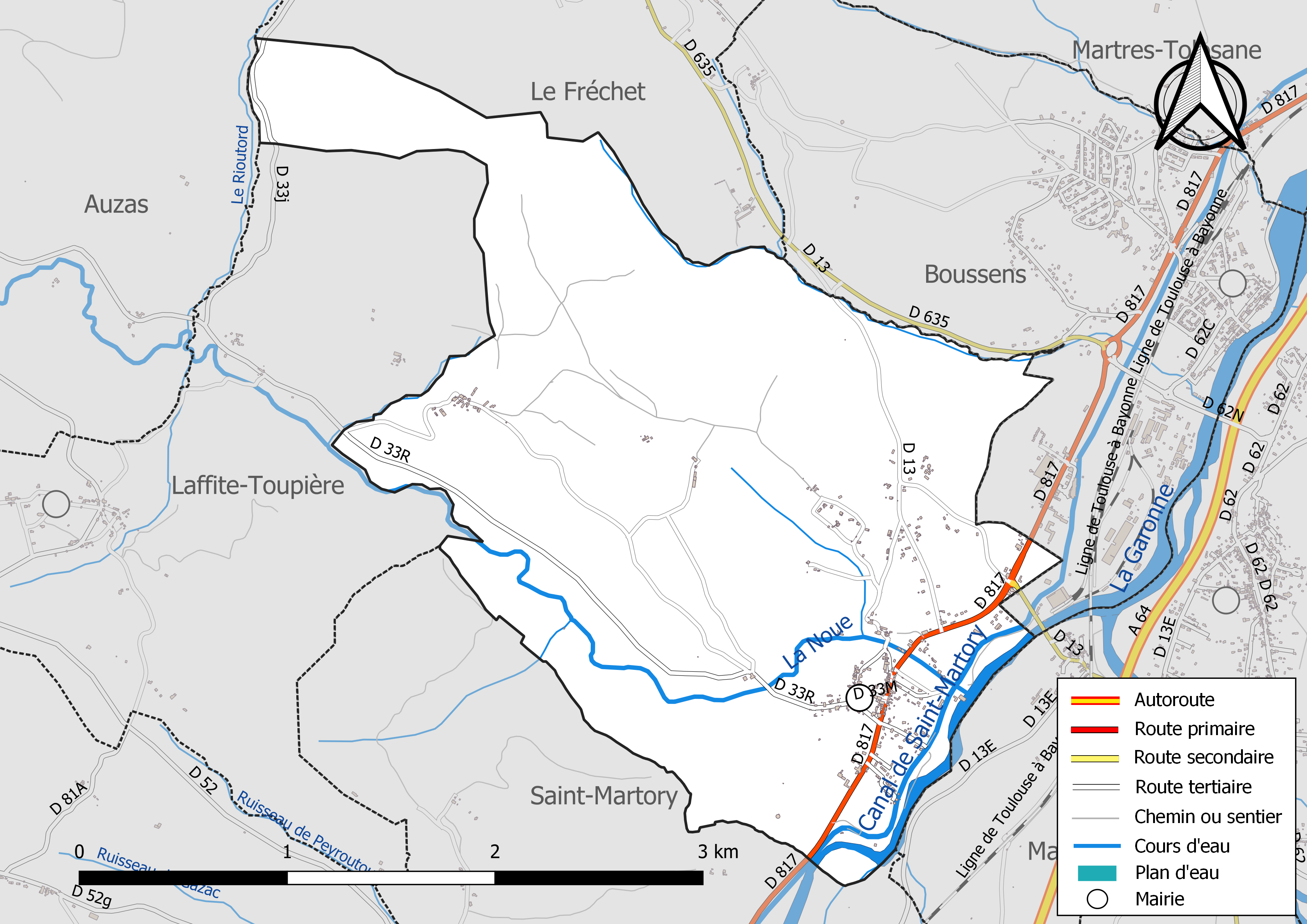
Réseaux hydrographique et routier de Mancioux.

### Climat
Pour des articles plus généraux, voir Climat de l'Occitanie et Climat de la Haute-Garonne.
En 2010, le climat de la commune est de type climat océanique altéré, selon une étude s'appuyant sur une série de données couvrant la période 1971-2000. En 2020, Météo-France publie une typologie des climats de la France métropolitaine dans laquelle la commune est dans une zone de transition entre le climat océanique altéré et le climat de montagne ou de marges de montagne et est dans la région climatique Pyrénées centrales, caractérisée par une pluviométrie annuelle de 1 000 à 1 200 mm.
Pour la période 1971-2000, la température annuelle moyenne est de 12,5 °C, avec une amplitude thermique annuelle de 14,9 °C. Le cumul annuel moyen de précipitations est de 876 mm, avec 9,6 jours de précipitations en janvier et 6,4 jours en juillet. Pour la période 1991-2020, la température moyenne annuelle observée sur la station météorologique la plus proche, située sur la commune de Palaminy à 11 km à vol d'oiseau, est de 13,2 °C et le cumul annuel moyen de précipitations est de 715,2 mm,. Pour l'avenir, les paramètres climatiques de la commune estimés pour 2050 selon différents scénarios d'émission de gaz à effet de serre sont consultables sur un site dédié publié par Météo-France en novembre 2022.

### Milieux naturels et biodiversité

#### Espaces protégés
La protection réglementaire est le mode d’intervention le plus fort pour préserver des espaces naturels remarquables et leur biodiversité associée,.
Un  espace protégé est présent sur la commune : 
« la Garonne, l'Ariège, l'Hers Vif et le Salat », objet d'un arrêté de protection de biotope, d'une superficie de 1 658,7 ha.

#### Réseau Natura 2000

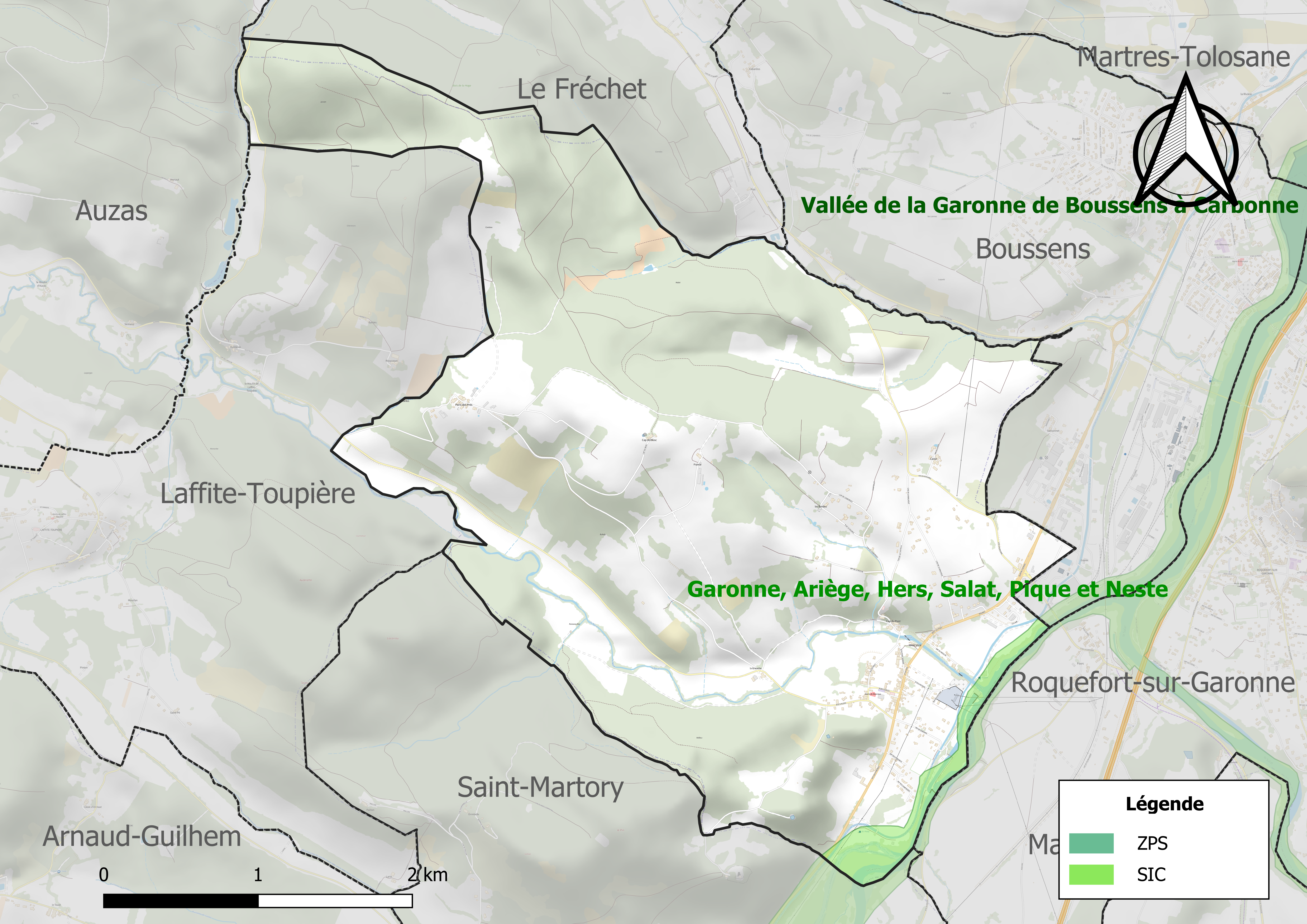
Site Natura 2000 sur le territoire communal.

Le réseau Natura 2000 est un réseau écologique européen de sites naturels d'intérêt écologique élaboré à partir des directives habitats et oiseaux, constitué de zones spéciales de conservation (ZSC) et de zones de protection spéciale (ZPS).
Un site Natura 2000 a été défini sur la commune au titre de la directive habitats : « Garonne, Ariège, Hers, Salat, Pique et Neste », d'une superficie de 9 581 ha, un réseau hydrographique pour les poissons migrateurs (zones de frayères actives et potentielles importantes pour le Saumon en particulier qui fait l'objet d'alevinages réguliers et dont des adultes atteignent déjà Foix sur l'Ariège.

#### Zones naturelles d'intérêt écologique, faunistique et floristique

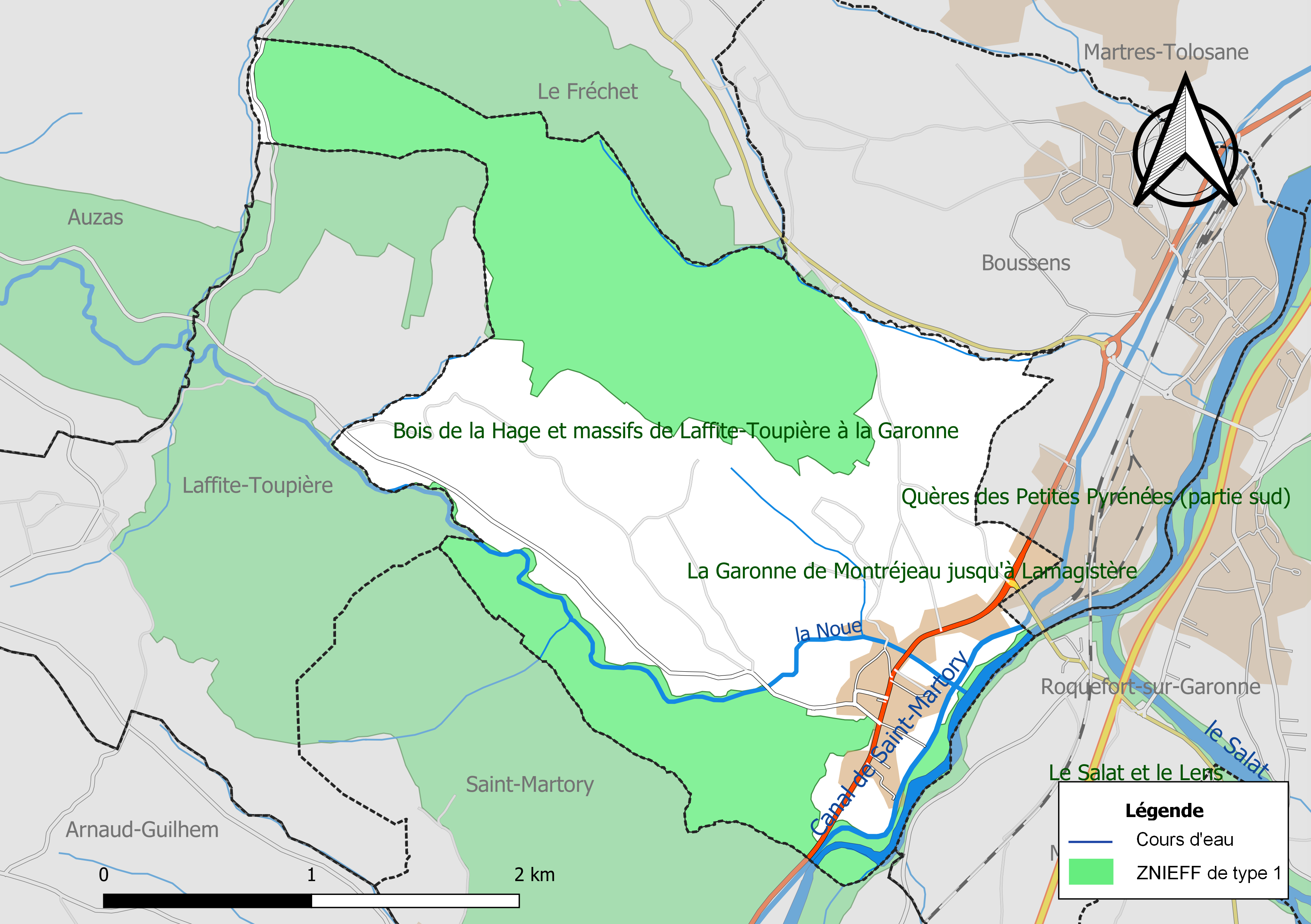
Carte des ZNIEFF de type 1 localisées sur la commune.

L’inventaire des zones naturelles d'intérêt écologique, faunistique et floristique (ZNIEFF) a pour objectif de réaliser une couverture des zones les plus intéressantes sur le plan écologique, essentiellement dans la perspective d’améliorer la connaissance du patrimoine naturel national et de fournir aux différents décideurs un outil d’aide à la prise en compte de l’environnement dans l’aménagement du territoire.
Deux ZNIEFF de type 1 sont recensées sur la commune :
les « bois de la Hage et massifs de Laffite-Toupière à la Garonne » (1 069 ha), couvrant 8 communes du département et 
« la Garonne de Montréjeau jusqu'à Lamagistère » (5 075 ha), couvrant 92 communes dont 63 dans la Haute-Garonne, trois en Lot-et-Garonne et 26 en Tarn-et-Garonne
et deux ZNIEFF de type 2, : 
- « la Garonne et milieux riverains, en aval de Montréjeau » (6 874 ha), couvrant 93 communes dont 64 dans la Haute-Garonne, trois en Lot-et-Garonne et 26 en Tarn-et-Garonne[26] ;
- les « Petites Pyrénées en rive gauche de la Garonne » (3 525 ha), couvrant 12 communes du département[27].

## Urbanisme

### Typologie
Au 1er janvier 2024, Mancioux est catégorisée commune rurale à habitat dispersé, selon la nouvelle grille communale de densité à sept niveaux définie par l'Insee en 2022.
Elle appartient à l'unité urbaine de Boussens, une agglomération intra-départementale regroupant trois  communes, dont elle est une commune de la banlieue,,. Par ailleurs la commune fait partie de l'aire d'attraction de Toulouse, dont elle est une commune de la couronne,. Cette aire, qui regroupe 527 communes, est catégorisée dans les aires de 700 000 habitants ou plus (hors Paris),.

### Occupation des sols
L'occupation des sols de la commune, telle qu'elle ressort de la base de données européenne d’occupation biophysique des sols Corine Land Cover (CLC), est marquée par l'importance des territoires agricoles (56,8 % en 2018), une proportion identique à celle de 1990 (56,8 %). La répartition détaillée en 2018 est la suivante : 
zones agricoles hétérogènes (50,3 %), forêts (38,1 %), zones urbanisées (4,5 %), prairies (3,8 %), terres arables (2,7 %), zones industrielles ou commerciales et réseaux de communication (0,6 %). L'évolution de l’occupation des sols de la commune et de ses infrastructures peut être observée sur les différentes représentations cartographiques du territoire : la carte de Cassini (XVIIIe siècle), la carte d'état-major (1820-1866) et les cartes ou photos aériennes de l'IGN pour la période actuelle (1950 à aujourd'hui).

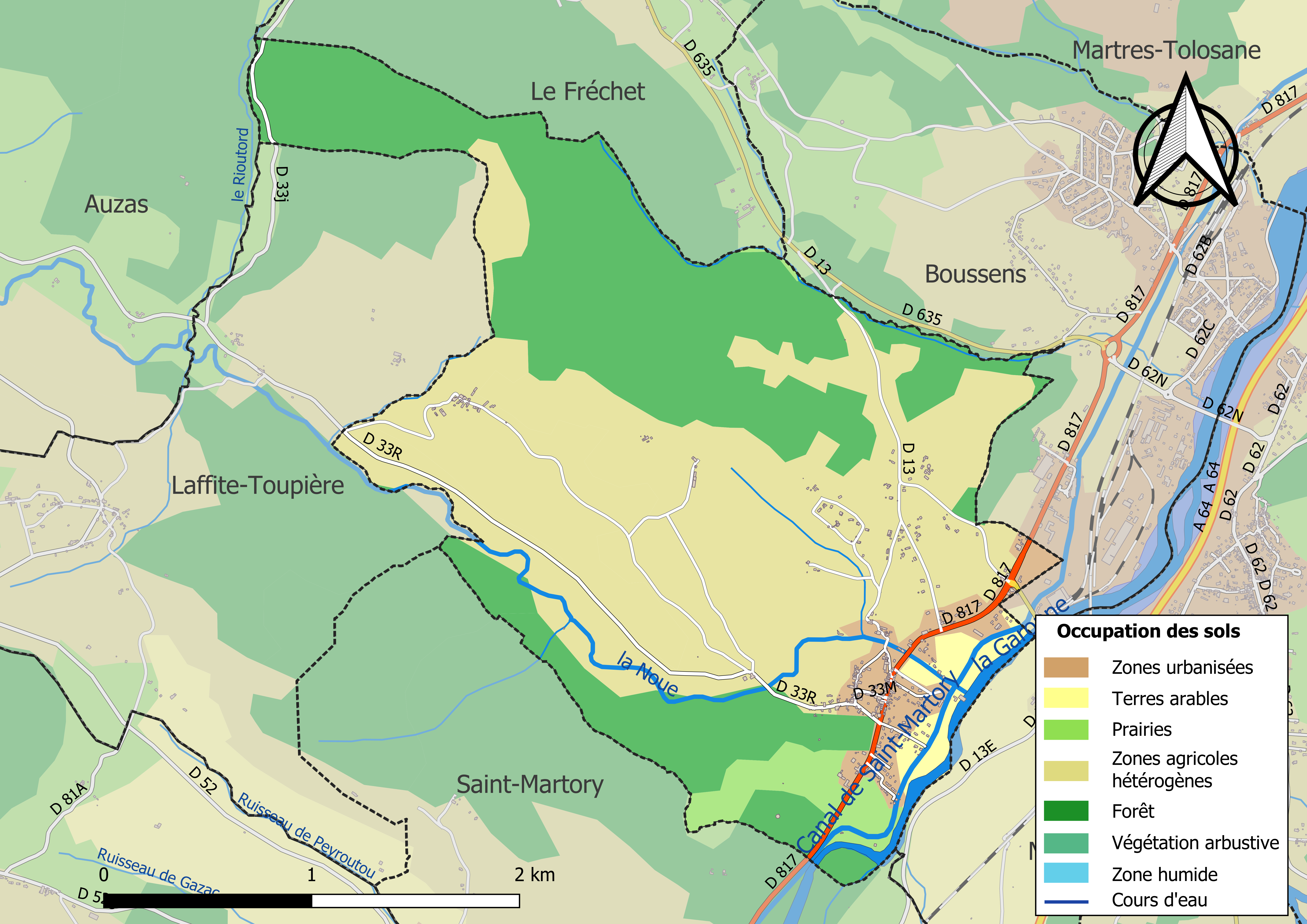
Carte des infrastructures et de l'occupation des sols de la commune en 2018 (CLC).

### Voies de communication et transports
Accès :
- Par la route :  l'A64 sorties nos 20 et 21 et par la D 125 ancienne route nationale 125, ainsi qu'avec les  lignes régulières de transport interurbain réseau Arc-en-ciel (anciennement SEMVAT).

- Par le train : en gare de Boussens sur la ligne Toulouse - Bayonne.

### Risques majeurs
Le territoire de la commune de Mancioux est vulnérable à différents aléas naturels : météorologiques (tempête, orage, neige, grand froid, canicule ou sécheresse), inondations, feux de forêts et séisme (sismicité faible). Il est également exposé à deux risques technologiques, et  le risque industriel et la rupture d'un barrage. Un site publié par le BRGM permet d'évaluer simplement et rapidement les risques d'un bien localisé soit par son adresse soit par le numéro de sa parcelle.

#### Risques naturels
Certaines parties du territoire communal sont susceptibles d’être affectées par le risque d’inondation par débordement de cours d'eau, notamment le canal de Saint-Martory et le Noue. La commune a été reconnue en état de catastrophe naturelle au titre des dommages causés par les inondations et coulées de boue survenues en 1982, 1999, 2009 et 2013,.
Un plan départemental de protection des forêts contre les incendies a été approuvé par arrêté préfectoral du 25 septembre 2006. Mancioux est exposée au risque de feu de forêt du fait de la présence sur son territoire du massif des Petites Pyrénées. Il est ainsi défendu aux propriétaires de la commune et à leurs ayants droit de porter ou d’allumer du feu dans l'intérieur et à une distance de 200 mètres des bois, forêts, plantations, reboisements ainsi que des landes. L’écobuage est également interdit, ainsi que les feux de type méchouis et barbecues, à l’exception de ceux prévus dans des installations fixes (non situées sous couvert d'arbres) constituant une dépendance d'habitation,

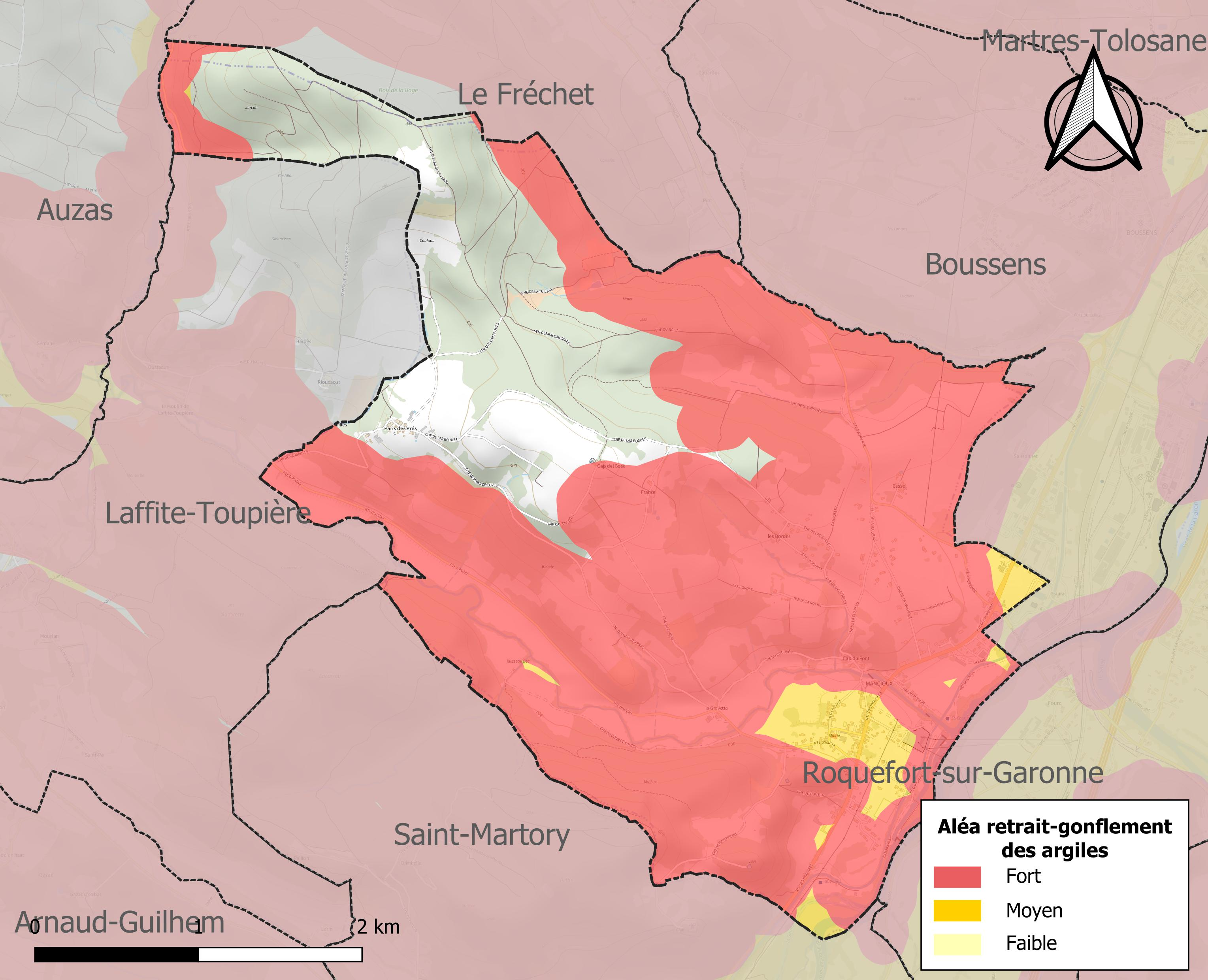
Carte des zones d'aléa retrait-gonflement des sols argileux de Mancioux.

Le retrait-gonflement des sols argileux est susceptible d'engendrer des dommages importants aux bâtiments en cas d’alternance de périodes de sécheresse et de pluie. 76,5 % de la superficie communale est en aléa moyen ou fort (88,8 % au niveau départemental et 48,5 % au niveau national). Sur les 203 bâtiments dénombrés sur la commune en 2019, 193 sont en aléa moyen ou fort, soit 95 %, à comparer aux 98 % au niveau départemental et 54 % au niveau national. Une cartographie de l'exposition du territoire national au retrait gonflement des sols argileux est disponible sur le site du BRGM,.
Par ailleurs, afin de mieux appréhender le risque d’affaissement de terrain, l'inventaire national des cavités souterraines permet de localiser celles situées sur la commune.
Concernant les mouvements de terrains, la commune a été reconnue en état de catastrophe naturelle au titre des dommages causés par la sécheresse en 1989, 1993 et 2003 et par des mouvements de terrain en 1999.

#### Risques technologiques
La commune est exposée au risque industriel du fait de la présence sur son territoire d'une entreprise soumise à la directive européenne SEVESO.
La commune est en outre située en aval des barrages du Portillon, de Cap de Long (Hautes-Pyrénées) et de l'Oule (Hautes-Pyrénées). À ce titre elle est susceptible d’être touchée par l’onde de submersion consécutive à la rupture d'un de ces ouvrages.

## Histoire
Protohistoire
Menhirs de Mancioux.
Activités industrielles entre 1912 et 1917
À partir de la fin du XIXe siècle, la possibilité d'utiliser l'énergie hydraulique a donné naissance  à une activité industrielle en relation avec la création de centrale hydroélectrique. Les trois communes de Roquefort-sur-Garonne, de Mancioux et de Boussens occupent un point de passage obligé sur la cluse ouverte par la Garonne dans le chaînon des Petites Pyrénées, position qui permettait de contrôler les flux de circulation longeant les Pyrénées entre la Méditerranée et l’Aquitaine. La Garonne permettait de développer des centrales au fil de l’eau.

## Politique et administration

### Administration municipale
Le nombre d'habitants au recensement de 2011 étant compris entre 100 et 499, le nombre de membres du conseil municipal pour l'élection de 2014 est de onze,.

### Rattachements administratifs et électoraux
Commune faisant partie de la huitième circonscription de la Haute-Garonne, de la communauté de communes Cagire-Garonne-Salat et du canton de Bagnères-de-Luchon (avant le redécoupage départemental de 2014, Mancioux faisait partie de l'ex-canton de Saint-Martory).

### Liste des maires
| Période                                  | Période  | Identité        | Étiquette | Qualité                                    |
| ---------------------------------------- | -------- | --------------- | --------- | ------------------------------------------ |
| ?                                        | 1995     | ?               |           |                                            |
| mars 1995                                | 2001     | Georges Sirgant | PS        | Retraité, professeur d'anglais Toulouse II |
| mars 2001                                | 2008     | Sylvette Dou    |           |                                            |
| mars 2008                                | En cours | Henri Goizet    |           | Technicien cynégétique                     |
| Les données manquantes sont à compléter. |          |                 |           |                                            |

## Démographie
L'évolution du nombre d'habitants est connue à travers les recensements de la population effectués dans la commune depuis 1793. Pour les communes de moins de 10 000 habitants, une enquête de recensement portant sur toute la population est réalisée tous les cinq ans, les populations de référence des années intermédiaires étant quant à elles estimées par interpolation ou extrapolation. Pour la commune, le premier recensement exhaustif entrant dans le cadre du nouveau dispositif a été réalisé en 2008.

En 2022, la commune comptait 379 habitants, en évolution de −11,24 % par rapport à 2016 (Haute-Garonne : +8,02 %, France hors Mayotte : +2,11 %).
| 1793 | 1800 | 1806 | 1821 | 1831 | 1836 | 1841 | 1846 | 1851 |
| ---- | ---- | ---- | ---- | ---- | ---- | ---- | ---- | ---- |
| 428  | 518  | 481  | 490  | 551  | 556  | 578  | 608  | 628  |

| 1856 | 1861 | 1866 | 1872 | 1876 | 1881 | 1886 | 1891 | 1896 |
| ---- | ---- | ---- | ---- | ---- | ---- | ---- | ---- | ---- |
| 539  | 542  | 483  | 476  | 494  | 446  | 437  | 409  | 349  |

| 1901 | 1906 | 1911 | 1921 | 1926 | 1931 | 1936 | 1946 | 1954 |
| ---- | ---- | ---- | ---- | ---- | ---- | ---- | ---- | ---- |
| 351  | 358  | 377  | 340  | 333  | 318  | 311  | 354  | 373  |

| 1962 | 1968 | 1975 | 1982 | 1990 | 1999 | 2006 | 2008 | 2013 |
| ---- | ---- | ---- | ---- | ---- | ---- | ---- | ---- | ---- |
| 377  | 393  | 347  | 406  | 391  | 344  | 401  | 418  | 441  |

| 2018 | 2022 | - | - | - | - | - | - | - |
| ---- | ---- | - | - | - | - | - | - | - |
| 391  | 379  | - | - | - | - | - | - | - |

| selon la population municipale des années : | 1968 | 1975 | 1982 | 1990 | 1999 | 2006 | 2009 | 2013 |
| Rang de la commune dans le département      | 184  | 221  | 207  | 229  | 266  | 255  | 258  | 264  |
| Nombre de communes du département           | 592  | 582  | 586  | 588  | 588  | 588  | 589  | 589  |

## Économie

### Revenus
En 2018  (données Insee publiées en septembre 2021), la commune compte 179 ménages fiscaux, regroupant 383 personnes. La médiane du revenu disponible par unité de consommation est de 22 740 € (23 140 € dans le département).

### Emploi
|                | 2008  | 2013   | 2018  |
| -------------- | ----- | ------ | ----- |
| Commune        | 8,7 % | 11,1 % | 9,1 % |
| Département    | 7,7 % | 9,6 %  | 9,3 % |
| France entière | 8,3 % | 10 %   | 10 %  |

En 2018, la population âgée de 15 à 64 ans s'élève à 230 personnes, parmi lesquelles on compte 76,5 % d'actifs (67,4 % ayant un emploi et 9,1 % de chômeurs) et 23,5 % d'inactifs,. En  2018, le taux de chômage communal (au sens du recensement) des 15-64 ans est inférieur à celui de la France et du département, alors qu'en 2008 la situation était inverse.
La commune fait partie de la couronne de l'aire d'attraction de Toulouse, du fait qu'au moins 15 % des actifs travaillent dans le pôle,. Elle compte 35 emplois en 2018, contre 35 en 2013 et 39 en 2008. Le nombre d'actifs ayant un emploi résidant dans la commune est de 157, soit un indicateur de concentration d'emploi de 22 % et un taux d'activité parmi les 15 ans ou plus de 55,3 %.
Sur ces 157 actifs de 15 ans ou plus ayant un emploi, 16 travaillent dans la commune, soit 10 % des habitants. Pour se rendre au travail, 87,3 % des habitants utilisent un véhicule personnel ou de fonction à quatre roues, 7 % les transports en commun, 0,6 % s'y rendent en deux-roues, à vélo ou à pied et 5,1 % n'ont pas besoin de transport (travail au domicile).

### Activités hors agriculture
14 établissements sont implantés à Mancioux au 31 décembre 2019.
Le secteur du commerce de gros et de détail, des transports, de l'hébergement et de la restauration est prépondérant sur la commune puisqu'il représente 35,7 % du nombre total d'établissements de la commune (5 sur les 14 entreprises implantées  à Mancioux), contre 25,9 % au niveau départemental.

### Agriculture
|               | 1988 | 2000 | 2010 | 2020 |
| ------------- | ---- | ---- | ---- | ---- |
| Exploitations | 17   | 11   | 6    | 3    |
| SAU (ha)      | 340  | 340  | 257  | 183  |

La commune est dans « La Rivière », une petite région agricole localisée dans le sud du département de la Haute-Garonne, constituant la partie piémont au relief plus doux que les Pyrénées centrales la bordant au sud et où la vallée de la Garonne s’élargit. En 2020, l'orientation technico-économique de l'agriculture sur la commune est l'exploitation de grandes cultures (hors céréales et oléoprotéagineuses). Trois exploitations agricoles ayant leur siège dans la commune sont dénombrées lors du recensement agricole de 2020 (17 en 1988). La superficie agricole utilisée est de 183 ha,,.

## Culture locale et patrimoine

### Lieux et monuments
- Deux menhirs sont situés près du vieux pont sur la Noue[52].
- L'église avec son clocher-mur, vouée à saint Jacques et dont le linteau est conservé au musée des Augustins de Toulouse.
- Chapelle Sainte-Radegonde de Cap du Pont.

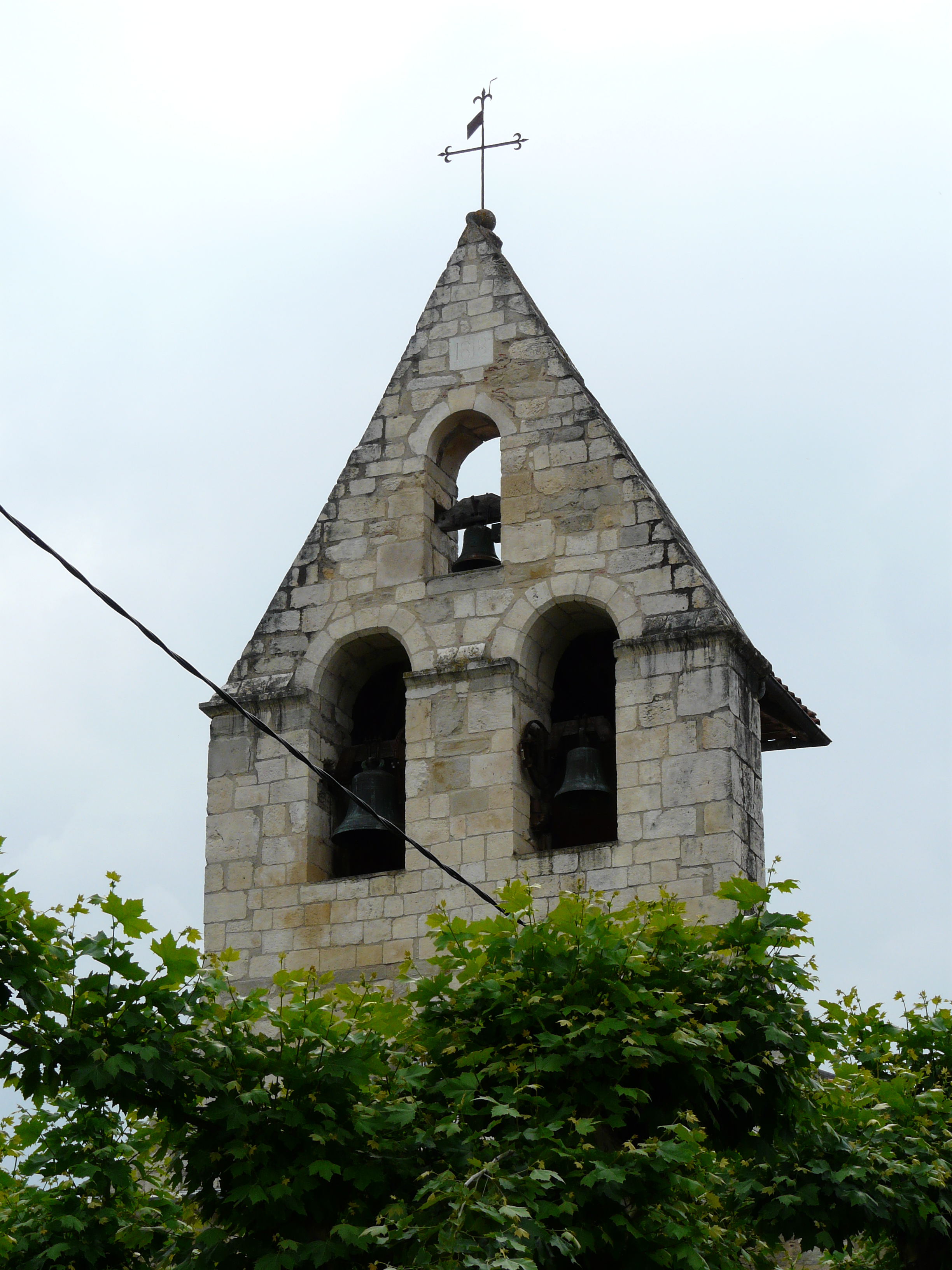
Le clocher-mur de l'église.
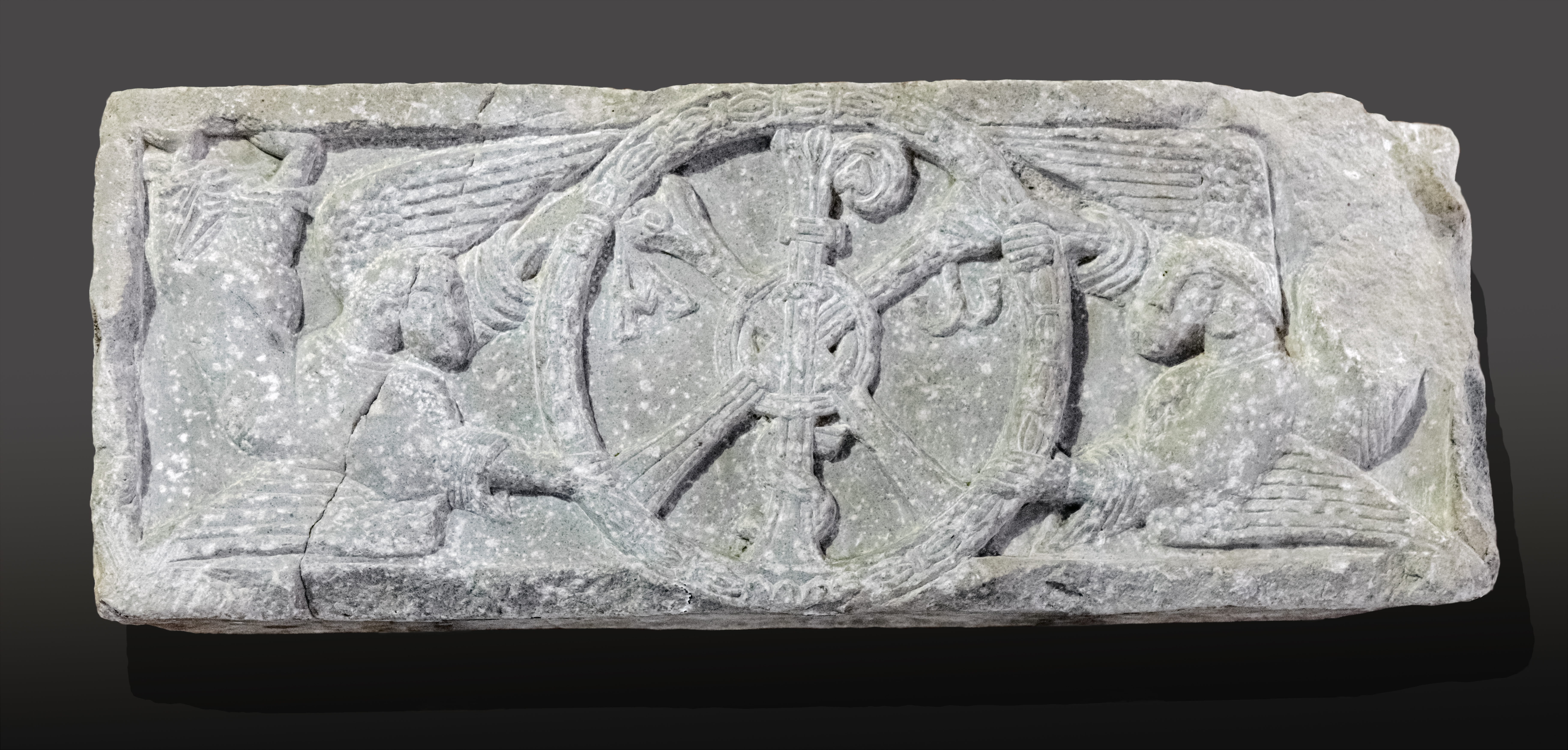
Chrisme porté par deux anges, linteau de l'église conservé au musée des Augustins de Toulouse.

### Personnalités liées à la commune
- Gabriel Lasmatres, religieux et homme politique né le 14 novembre 1745 à Mancioux (Haute-Garonne) et décédé le 28 novembre 1831 à l'Isle-en-Dodon (Haute-Garonne).

En 1912, Jean Charrié, jeune ingénieur agronome, est venu s’installer avec son épouse à Roquefort-sur-Garonne, puis à Mancioux. Il venait d’être recruté pour remettre en état la centrale hydroélectrique de Mancioux. Plus tard, il participera au développement d’une unité de production de chlore liquide à Estarac, sur la commune de Boussens.
Jean Charrié dispose d’un appareil photo de type Vérascope qui autorise des vues en relief. Ce sont ces photos qui sont restituées dans le curieux du patrimoine, des événements climatiques. Il livre une série de clichés sur les trois communes
De plus, engagé dans un important effort de construction ou de reconstruction d’usines, Jean Charrié réalise une série de photographies au gré des changements. Ces photos ont une grande valeur pour la mémoire industrielle.
Les vues prises entre 1912 et 1913 présentent la remise en fonction de la centrale hydroélectrique.
Puis, de 1916 à 1917, elles retracent la création d’une unité de production de chlore liquide, probablement lancée pour répondre aux besoins de l’armée dans la guerre chimique.

## Vie pratique

### Service public
Centre communal d'action sociale,

### Enseignement
Mancioux fait partie de l'académie de Toulouse.
L'éducation est assurée par un groupe scolaire : maternelle et primaire.

### Culture et festivités
Fête locale troisième week-end de juillet,

### Activités sportives
Pétanque, chasse,

### Écologie et recyclage
Association de protection du biotope de l'île de Begue.

## Pour approfondir